# Municipio de Cross Creek (Ohio)
El municipio de Cross Creek (en inglés: Cross Creek Township) es un municipio ubicado en el condado de Jefferson en el estado estadounidense de Ohio. En el año 2010 tenía una población de 8348 habitantes y una densidad poblacional de 102,99 personas por km².

## Geografía
El municipio de Cross Creek se encuentra ubicado en las coordenadas 40°19′21″N 80°42′12″O / 40.32250, -80.70333. Según la Oficina del Censo de los Estados Unidos, el municipio tiene una superficie total de 81.06 km², de la cual 81.04 km² corresponden a tierra firme y (0.03%) 0.02 km² es agua.

## Demografía
Según el censo de 2010, había 8348 personas residiendo en el municipio de Cross Creek. La densidad de población era de 102,99 hab./km². De los 8348 habitantes, el municipio de Cross Creek estaba compuesto por el 93.84% blancos, el 4% eran afroamericanos, el 0.06% eran amerindios, el 0.71% eran asiáticos, el 0.01% eran isleños del Pacífico, el 0.14% eran de otras razas y el 1.23% pertenecían a dos o más razas. Del total de la población el 0.95% eran hispanos o latinos de cualquier raza.